# Gens Rènia
La gens Rènia (en llatí Renia gens) va ser una gens romana coneguda només per les monedes.
Les monedes portaven a un costat un cap de Pal·les i a l'altre costat un carruatge estirat per dos cabres, de significació desconeguda, i les inscripcions C. RENI i ROMA. Aquesta gens mai va adquirir importància i no va arribar a les altes magistratures de l'estat.